# Баленок, Сергей Владимирович
Сергей Владимирович Баленок (бел. Сяргей Уладзіміравіч Балянок; родился 31 мая 1954 года, посёлок Боярка, Киевская область, Украина) — белорусский график, художник и иллюстратор.

## Биография
В 1976—1980 годах учился в Украинском полиграфическом институте им. Ивана Фёдорова у Юрия Чарышникова. После окончания учёбы переехал в Минск. Служил в армии. В 1987 году окончил Творческие академические мастерские Академии художеств СССР.
С 1980 по 1995 годы работал художественным редактором в минских издательствах, иллюстрировал книги, оформлял сборники фантастики. С 1986 по 1992 годы — главный художественный редактор издательства «Эридан» (Минск). 1993 год — главный художественный редактор издательства «Беларусь» (Минск). С 1993 по 1995 годы — директор частного издательства «Balenok & Co». С 1995 года — свободный художник. С 2011 года занимает должность старшего научного сотрудника выставочного отдела Национального центра современных искусств Республики Беларусь.
Член Союза художников БССР и Белорусского союза художников (1988—2004 годы). Участник выставок с 1976 года: персональные в 1987, 2004, 2006, 2010, 2011, 2012, 2014, 2015, 2017, 2018, 2019 годах (Минск); в 1992 году — Гданьск (Польша); в 1995 году — Эйндховен (Нидерланды); в 1998 году — Копенгаген (Дания); в 2017 году — Равне-на-Корошкем (Словения).

## Творчество
Работает в книжной и станковой графике (преимущественно в технике офорта), станковой живописи. Его произведения украшали книги Айзека Азимова, Рэя Брэдбери, Роберта Шекли, Курта Воннегута. За исключением украшения изданий Жюля Верна, не работает на заказ.
По мнению художника, искусство не должно банально репродуцировать окружающий мир, его задача — самому творить новые миры. У него получается изображать эмоции, настроения, ощущения, чувства любого нормального человека.
Произведения находятся в Национальном художественном музее Республики Беларусь, Музее современного изобразительного искусства, музеи графики города Винтертур (Швейцария), художественных музеях городов: Полоцк, Нью-Брансуик (США), Римини (Италия), Краков (Польша), Дьёр (Венгрия), Эйндховена (Нидерланды), Мюнхена (Германия), а также в частных белорусских (Александр Иванов) и зарубежных коллекциях.

## Критика
Произведения художника «захватывают как высокой эстетичностью, так и лёгкой иронией обычных, но увиденных в необычном ракурсе образов», — приглашала зайти на выставку художника в 2017 году газета «Новы Час». «Работы Баленка отличительны философичностью, и, несмотря на „чёрно-белый“ стиль, наполненны ярким светом переживаний, глубоких раздумий автора», — сообщало Радио «Рация» от впечатлений от выставки художника в Художественной галерее Полоцка в 2016 году.
Алиса Михайлова в репортаже телеканала «Беларусь 1» с очередной выставки Баленка подчеркнула, что в работах художника органично присутствуют черты абстракции, сюрреализма и реализма. Арт-критик Лариса Финкельштейн в 2014 году определила живописные произведения художника как «очень неожиданные и лирические, в которых присутствует свободное движение цвета». Белорусский искусствовед Наталья Шарангович на открытии персональной выставки, посвящённой 60-летию гравюриста, похвалила его словами: «Это действительно прекрасный художник. Я много лет знакома с его творчеством, и он для меня всегда непредсказуем». «Автор обладает редким для современного творца качеством — умением удивлять», — давала оценку творчеству Камила Янушкевич на страницах журнала «Мастацтва» по итогам выставки художника в 2014 году.
Андрей Адамович наблюдал в работах нотки апокалипсиса. Искусствовед Алеся Романюк назвала произведения Сергея Баленка «наимрачнейшими среди всех виденных, так как они показывают некий гиблый параллельный мир, в существование которого верить не хочется, даже если он плод фантазий автора».

## Личная жизнь
Женат, имеет двух детей.